# Paul Struck
Paul Friedrich Struck (* 6. Dezember 1776 in Stralsund; † 14. Mai 1820 in Preßburg) war als Pommern-Schwede ein deutsch-österreichischer Komponist der Klassik.

## Leben und Wirken

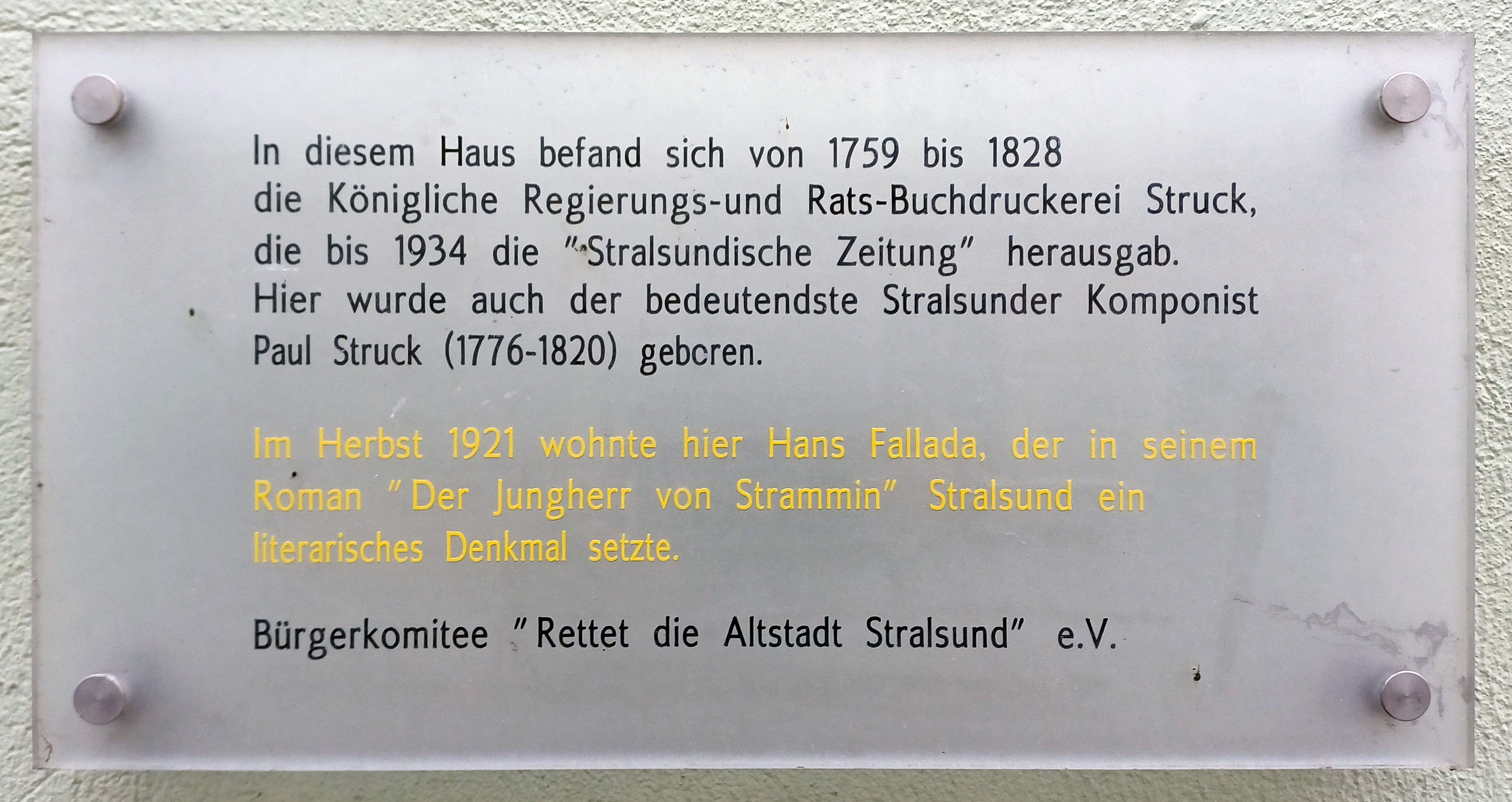
Gedenktafel am Geburtshaus in Stralsund

Paul Strucks Vater war der Stralsunder Rats- und Regierungsdrucker Christian Lorenz Struck (1741–1793). Er wurde 1776 im Haus Mönchstraße 12 geboren. Struck begann Musikstudien 1792 in Berlin und setzte diese bei Johann Georg Albrechtsberger und danach bei Joseph Haydn in Wien fort. Die Suche nach einer Anstellung als Dirigent führte ihn unter anderem nach Stockholm, wo er 1801 Haydns Schöpfung aufführte. Von Stockholm aus machte Struck eine Italienreise und ließ sich 1802 in Wien als Klavierlehrer nieder, dort heiratete er 1809 die 26-jährige Witwe Julia Petschig geborene Bretschneider. Nach dem Verkauf seines Wiener Hauses an Hubert Ludwig Graf de la Fontaine et d'Harnoncourt-Unverzagt (1789–1846), nahm er seinen Wohnort in Preßburg, wo er von 1817 bis zu seinem Tod im Jahr 1820 lebte. Ernst Ludwig Gerber beschrieb ihn 1812 in seinem „Neues historisch-biographisches Lexikon der Tonku̇nstler“ S. 299 „ ....als einen jungen Tonkünstler zu Wien, einen Schüler des würdigen Haydn...... Er gehöre zu den guten Komponisten“.

## Werke (Auswahl)

### Vokalmusik
- „Geburtstagsfeier einer Mutter“, (Wien, 1797)
- „Cantate für ihre Königliche Majestät die Königin“ für Sopran und Orchester (1801)
- „Trauercantate beym Tode seines Kindes“ op. 16 (Wien, 1817)
- 6 Gesänge für Sopran, Alt Tenor, Bass[3]

### Instrumentalmusik
- Quatuor pour Clarinette, Violon (ou deux Violons), Alto & Violoncelle op. 12,Louis Maisch, Wien, o. J.[4]
- Sonate pour le Clavecin ou Piano-Forte avec accompagnement de Violon et Violoncelle op. 1 Nr. 1, op. 1 Nr. 2, op. 1 Nr. 3[5]
- Trois Sonates pour le Clavecin ou Piano-Forte avec accompagnement de Flûte ou Violon et Violoncelle obl. composées et dediées à Madame C. E. Struck par son fils Struck. Elève de J. Haydn. Op. 4. Jean André, Offenbach s/M., o. J.[6]
- Grand Duo op. 7 (Sonata) pour le Pianoforte et Clarinette ou Violino, 1804, Wien.[7]
- Trois Sonates pour le Clavecin ou Piano-Forte avec accompagnement de Violon et Violoncelle composées et dédiées à Mr Joseph Haydn, Maitre de Chapelle de S. A. Monseigneur le Prince Esterhazy, par son Elève Paul Struck. Jean André, Offenbach, 1797.[8]
- Streichquartett op. 2
- Grand Trio pour le Piano-Forte, Violon et Violoncelle composee et dedie a Madame la Comtesse de Thürheim op. 3. Jean André, Offenbach s/M, o. J.[9]
- Acht deutsche Tänze für das Pianoforte op. 13. Johann Traeg, Wien, o. J.[10]
- Drei seiner vier Sinfonien gelten als verschollen, lediglich die 4. Sinfonie op. 10, erschien beim Offenbacher Verleger Johann Anton André im Druck.